# プレザント・プレインズ駅
プレザント・プレインズ駅（プレザント・プレインズえき、英語：Pleasant Plains）は、スタテンアイランドのプレザント・プレインズ地区にあるスタテンアイランド鉄道の駅である。

## 駅構造
| P ホーム階 | 相対式ホーム、右側ドアが開く | 相対式ホーム、右側ドアが開く                     |
| P ホーム階 | 南行                         | ← トッテンヴィル駅ゆき（リッチモンド・バレー駅） |
| P ホーム階 | 北行                         | → セント・ジョージ駅ゆき（プリンセス・ベイ駅）→  |
| P ホーム階 | 相対式ホーム、右側ドアが開く |                                                  |
| G          | 地上階                       | 出入口                                           |

ホームは、2面の相対式ホームで構成され、オレンジ色の屋根がある。東にある入口は、75フィート（23m）の通路でアンボイ・ロードへ通じている。駅の東側には、マウント・ロレット支線への渡り線があった。

## バス接続
X22